# Ган-Сорек
Ган-Сорек (ивр. גַּן שׂוֹרֵק‎) — мошав в центральной части Израиля. Мошав расположен на прибрежной равнине примерно в четырёх километрах к юго-западу от Ришон-ле-Циона и занимает 0,7 квадратных километров, находится под юрисдикцией регионального совета Ган-Раве. В 2020 году население мошава составляло 694 человек.

## История
Мошав был основан в 1950 году еврейскими иммигрантами из Польши и Румынии на земле брошенной арабской деревни и был назван в честь близлежащей реки Сорек.

## Галерея

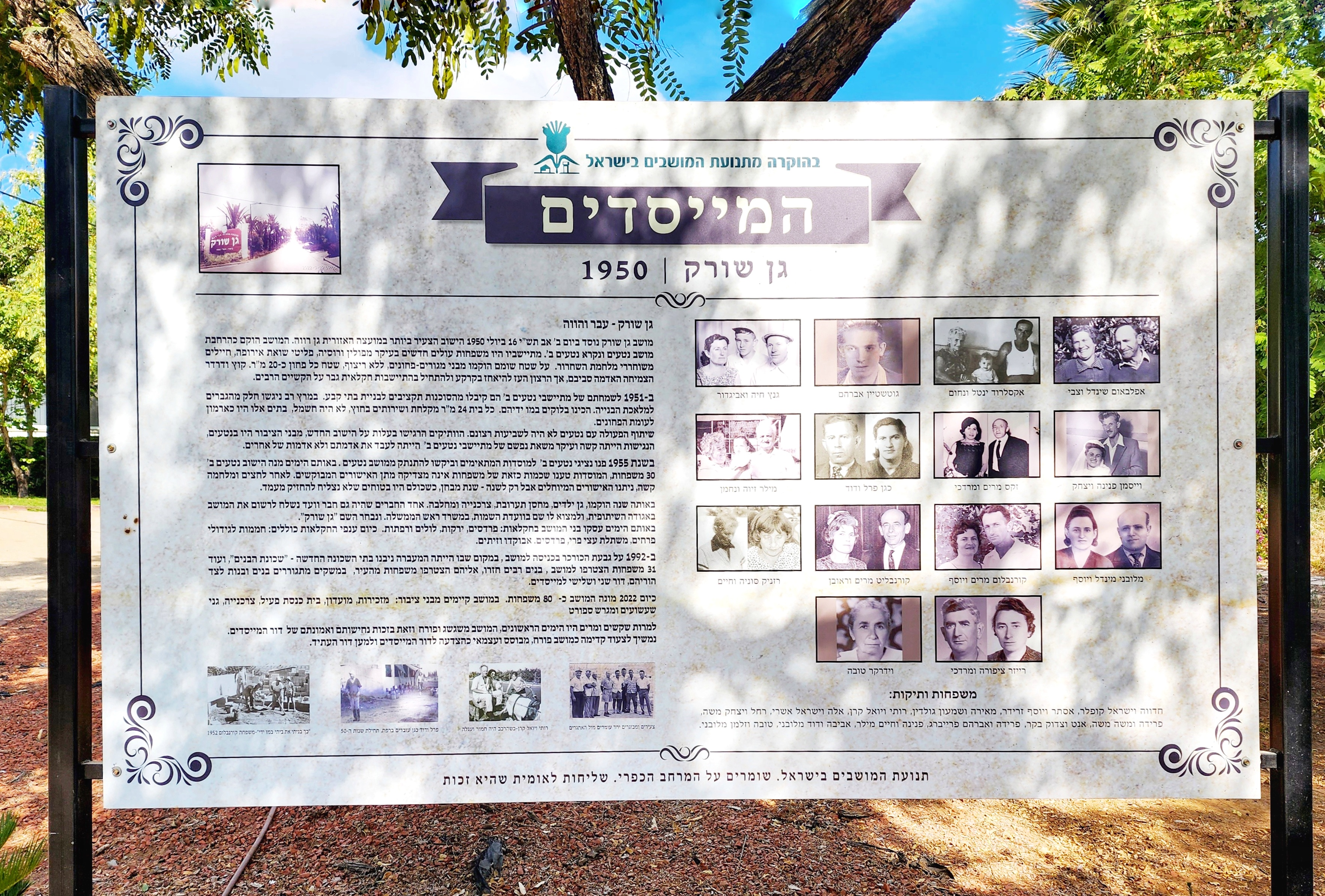
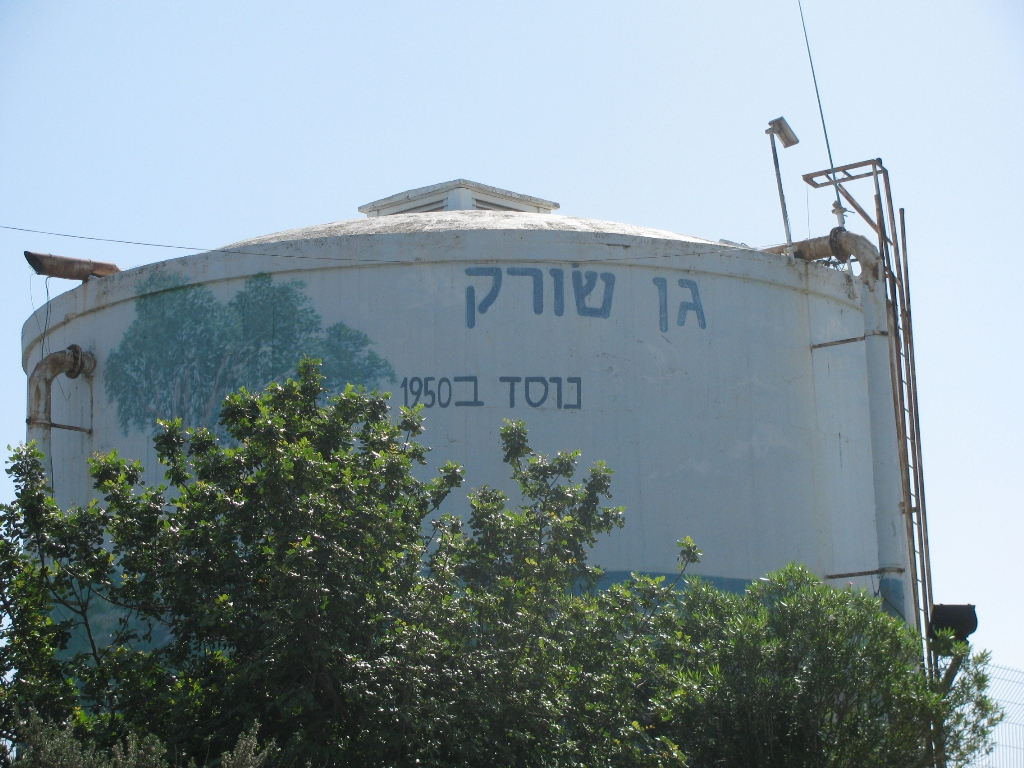
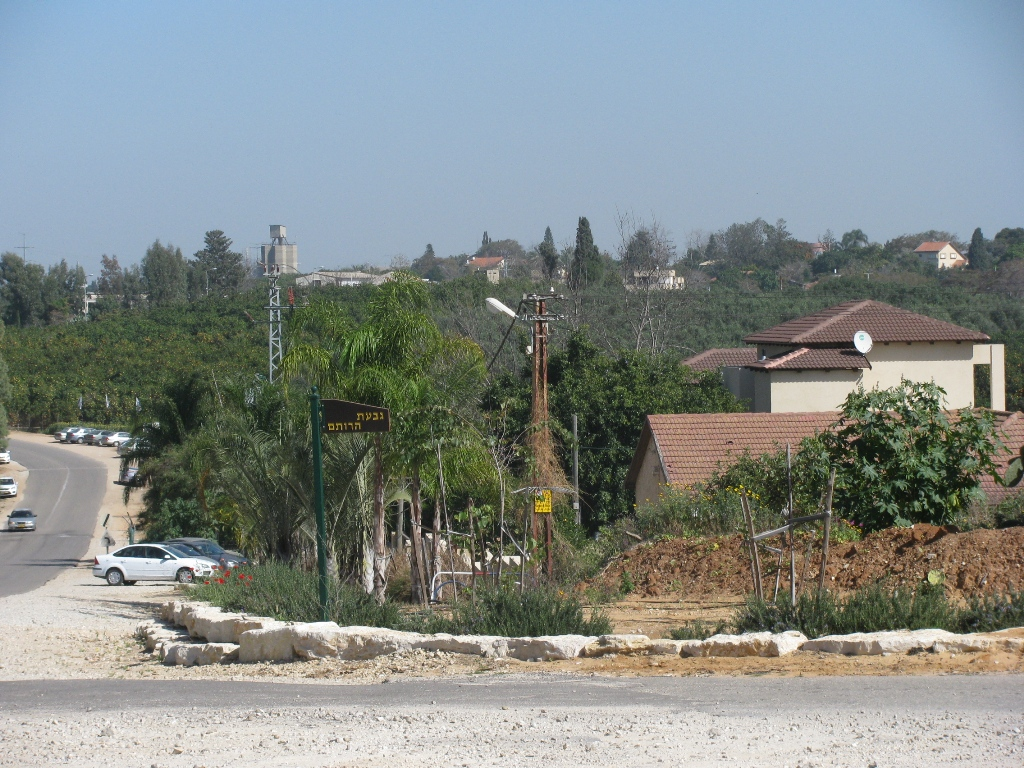
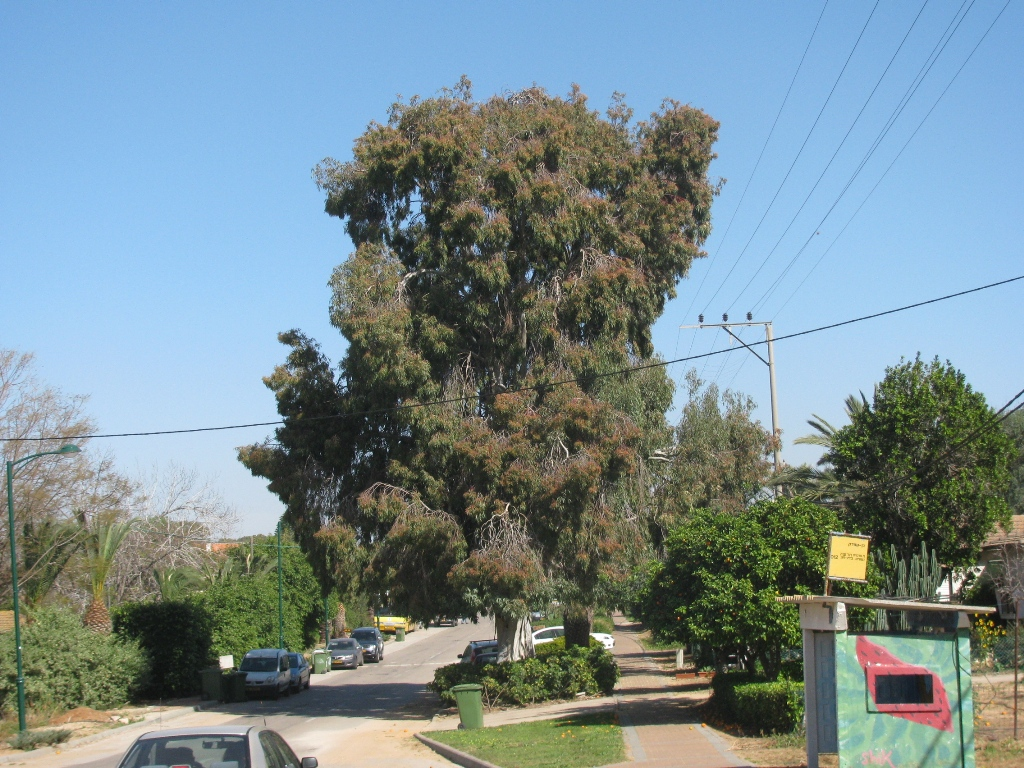

## Население
По данным Центрального статистического бюро Израиля, население на начало 2020 года составляло 694 человека.